# プラスチックごみ
プラスチックごみとは、プラスチック製品や容器包装などの使用後に廃棄されたもの（ごみ）である。石油から作られるプラスチックは自然界で分解されにくく、環境問題となっている。特に海洋プラスチックは、海洋生物や漁業に悪影響を及ぼし、気候変動の原因ともなっている。プラスチックごみの発生量は世界で年間3億トン以上であり、そのうち約8%がリサイクルされている。

## 種類
プラスチックごみは、発生源や形状によってさまざまな種類に分けられる。主なものは以下の通りである。
- 一般廃棄物：家庭や事務所から出るプラスチックごみである。レジ袋やペットボトル、食品トレーや容器などが含まれる。さまざまな種類のプラスチックが混ざっているため、リサイクルしにくい。
- 産業廃棄物：工場や建設現場から出るプラスチックごみである。製品の端材や資材の包装などが含まれる。同じ種類のプラスチックを大量に集めやすいため、リサイクルしやすい。
- 漁業廃棄物：漁業活動から出るプラスチックごみである。漁網や浮き玉、養殖用の袋などが含まれる。海洋生物に絡まったり飲み込まれたりすることが多く、深刻な影響を与える。
- マイクロプラスチック：5mm以下の微細なプラスチック粒子である。大きなプラスチックごみが分解されたものや、洗顔料や歯磨き粉に含まれるスクラブ剤、合成繊維の衣料の洗濯などによって発生するものがある。海洋生物に取り込まれたり、飲料水や食塩などに含まれる可能性がある。

## 影響
プラスチックごみは、自然環境や人間の生活にさまざまな影響を与える。主なものは以下の通りである。
- 海洋汚染：プラスチックごみは、河川や風などによって海に流出する。海に流出したプラスチックごみは、海岸や海底に堆積したり、海流に乗って遠くまで運ばれたりする。海洋プラスチックの量は、年間800万トン以上と推定されている[1]。
- 生態系への影響：プラスチックごみは、海洋生物にとって直接的な危険となる。プラスチックごみに絡まったり飲み込んだりすることで、窒息や消化不良、栄養不足などを引き起こし、死亡することもある。約700種の海洋生物がプラスチックごみの影響を受けているとされる[1]。また、マイクロプラスチックは、有害物質を含んだり吸着したりすることがあり、食物連鎖を通じて生物の体内に蓄積する可能性がある。
- 経済的損失：プラスチックごみは、漁業や観光業などの産業にも悪影響を及ぼす。漁網や漁具がプラスチックごみに引っかかったり、漁場が汚染されたりすることで、漁獲量や品質が低下することがある。また、美しい景観が台無しになったり、安全性が低下したりすることで、観光客や地域住民の満足度が下がることがある。アジア太平洋地域でのプラスチックごみによる年間の損失は、観光業で6.2億ドル、漁業・養殖業では3.6億ドルになると推定されている[1]。

## 対策
プラスチックごみの問題を解決するためには、発生源から排出量を減らすことや、廃棄後に資源として循環させることが必要である。主な対策は以下の通りである。
- リデュース：プラスチック製品や容器包装などの使用量を減らすこと。例えばマイバッグやマイボトルを持参してレジ袋やペットボトルを使わないようにすることなどが挙げられる。
- リユース：プラスチック製品や容器包装などを一度だけ使わずに、何度も繰り返し使うこと。例えばプラスチック製の食器やカトラリーを使い捨てにせずに洗って再利用することなどが挙げられる。
- リサイクル：プラスチックごみを再利用可能な形に加工することで、新たな製品や素材として再利用すること。例えばペットボトルを回収して繊維や衣料に再生することなどが挙げられる。
- 代替品の利用：プラスチックに代わる素材を開発・利用すること。例えばバイオプラスチックや紙製品などが挙げられる。ただし、代替品の利用にも環境負荷が伴う場合があるため、その点も考慮する必要がある。

## 国際的な取り組み
プラスチックごみ問題は、国境を越えて影響を及ぼすグローバルな問題であるため、国際的な協力が不可欠である。以下は、プラスチックごみ問題に対する主な国際的な取り組みである。
- バーゼル条約：国境を越えて移動する有害廃棄物の管理に関する条約である。2019年には、プラスチックごみの移動に関する規制強化が決定された。これにより、輸出国は輸入国の同意を得る必要があり、輸入国はプラスチックごみの適正処理を確保する必要がある。
- G20大阪サミット：2019年6月に日本で開催されたG20（主要20か国・地域）首脳会議である。この会議では、海洋プラスチックごみ問題に対処するための「G20実施計画」が採択された。この計画では、2030年までに海洋へのプラスチックごみ流出量をゼロにする目標や、リサイクル率の向上や代替品の開発などの具体的な方策が示された。
- WWFジャパンの取り組み：WWFジャパンは、海洋プラスチック問題の解決に向けて様々な活動を行っている。例えば、企業や消費者に対してプラスチック使用量削減の啓発や支援を行ったり、海洋ごみ調査や清掃活動を行ったりしている。また、政府や自治体と連携して法制度や政策の改善にも取り組んでいる。

## 日本の取り組み
日本は、プラスチック製品の生産・消費量が世界的に見ても多く、海洋プラスチックごみ問題の解決に向けて大きな責任を持つ国である。以下は、プラスチックごみ問題に対する主な日本の取り組みである。
- プラスチック資源循環促進法：2019年に施行された法律である。この法律では、プラスチック製品の生産者や販売者、消費者などに対して、プラスチックごみの発生抑制やリサイクルの促進などを義務付けている。また、レジ袋の有料化やプラスチック製品の表示基準なども定めている。
- プラスチック・スマート推進協議会：2018年に設立された組織である。この組織では、政府や企業、市民団体などが協力して、プラスチックごみ問題の解決に向けた取り組みを推進している。例えば、プラスチック・スマート宣言やプラスチック・スマートアクションという取り組みを展開している。
- 地方自治体の取り組み：各地方自治体でも、プラスチックごみ問題に対する様々な取り組みが行われている。例えば、レジ袋やストローなどの使い捨てプラスチック製品の使用制限や禁止、プラスチックごみの分別収集やリサイクルの促進、海岸や河川の清掃活動などが挙げられる。